# Parque Nacional Białowieża
O Parque Nacional Białowieża (em polonês/polaco: Białowieski Park Narodowy), é uma área protegida da Polônia localizada na voivodia da Podláquia, perto da fronteira com a Bielorrússia. Ele tem uma área total de 10.517 ha (ou 152.2 quilômetros quadrados), enquanto que a parte mais antiga é uma Reserva Integral (Rezerwat Ścisły) com 4.747 ha e que encontra-se no centro da Floresta Primeva Bialowieża, que é a floresta mais original e preservada da parte baixa da Europa e, segundo algumas fontes, a única floresta primária ainda existente na Europa.
A história do Parque data de 1921, quando foi criada uma reserva florestal (Rezerwat) que, em 1932, passou a ser o "Parque Nacional em Białowieża" (Park Narodowy w Białowieży). Em 1947 passou a ter a designação atual e é um dos parques  mais antigos da Europa. A sede da administração do parque está em Białowieża.
Em 1977 o Parque foi reconhecido pela UNESCO como uma Reserva da Biosfera, e em 1979 foi incluído na lista de locais que são Património Mundial. Em 1992 o sítio de Património Mundial passou a incluir também a parte adjacente do Parque Nacional de Belovezhskaya Pushcha, que é o maior Parque Nacional da Bielorrússia. 
Além de ter uma flora muito rica, a Reserva Integral é uma das florestas mais bem preservadas da Europa, uma vez que não houve nela qualquer exploração desde 1921, levando, de acordo com com um inventário de 1991, a possuir várias árvores  centenárias.
Também possui uma rica diversidade de fauna, sendo um dos poucos lugares na Europa onde ainda há Bisões (Bos bonasus) selvagens, que é maior mamífero selvagem na Europa atualmente, e é o símbolo do Parque Nacional Białowieża.  Há atualmente cerca de 500 Bisões-Europeus vivendo na parte Polonesa do parque, o que o coloca com um dos mais importantes refúgios para reprodução destes mamíferos. O Parque contém um importante centro de investigação, ligado à Academia das Ciências da Polónia e à Universidade de Varsóvia.
A Floresta Primeva Białowieża contém ainda aspectos culturais importantes, tais como vestígios de ocupação humana de tempos pré-históricos, incluindo ainda cemitérios bem conservados. 